# Толкачёва, Зоя Ивановна
Зо́я Ива́новна Толкачёва (18 февраля 1909, Ливны, Орловская губерния — 12 октября 1983, Петрозаводск) — советский деятель здравоохранения, заслуженный врач РСФСР и Карело-Финской ССР. Организатор, заведующая детским отделением Петрозаводской городской больницы и главврач Петрозаводской городской детской больницы. Депутат Верховного Совета Карельской Автономной ССР (1938—1940), депутат Петрозаводского городского Совета, член Медицинского совета Петрозаводского Горздравотдела.

## Биография
Родилась 18 февраля 1909 года в городе Ливны Орловской области в семье служащих.
В 1925 году окончила среднюю школу Ливен.
В 1931 году окончила 2-й Ленинградский медицинский институт.
С августа 1931 года — заведующая детской и женской консультацией в селе Керети Лоухского района.
С февраля 1932 года — заведующая детской и женской консультацией в Кеми.
С 1934 года также преподавала курс детских болезней в Петрозаводской фельдшерско-акушерской школе.
С октября 1933 года — главный врач пункта охраны материнства и младенчества Петрозаводска.
С началом Великой Отечественной войны организовывала эвакуацию детских учреждений из Петрозаводска в Вытегру.
В тяжелых условиях времён ВОВ эвакуировала возглавляемую ею детскую больницу с детьми Петрозаводска в Белозерск Вологодской области, сохранив всех доверенных её попечению детей, и организовав на месте настоящую лечебницу.
В 1941—1944 годах — главный врач детской больницы и детской консультации Белозерска.
С октября 1944 года по январь 1978 года — главный врач детской больницы Петрозаводска.
В 1952 году закончила вечерний институт марксизма-ленинизма.
Под её руководством детская больница № 1 стала одним из лучших лечебных учреждений Петрозаводска, имела переходящее Красное знамя Горкома партии 8 раз, а в 1970 году знамя было передано больнице на вечное хранение.
В 1978 году комиссией при Совете министров КАССР Зое Ивановне Толкачевой была установлена пенсия республиканского значения.
Документы о деятельности З. И. Толкачёвой хранятся в составе семейного фонда в Национальном архиве Республики Карелия.
Депутат Петрозаводского городского совета депутатов трудящихся с 1940 по 1962 годы.
Умерла 12 октября 1983 года в Петрозаводске.

## Семья
Жена министра здравоохранения Карело-Финской ССР, заслуженного врача РСФСР и КФССР Журавлёва Михаила Даниловича (1902—1975).

## Награды
- «Отличник здравоохранения» (1946)
- Почетная грамота Верховного Совета КФССР (1946)
- Медаль «За доблестный труд в Отечественной войне» (1946)
- Орден «Знак Почета» (1954)
- Заслуженный врач Карело-Финской ССР (1957)
- Заслуженный врач РСФСР (1959)
- Орден Ленина